# Clásica de San Sebastián 2008
La 28º edición de la Clásica de San Sebastián se disputó el 2 de agosto de 2008, por un circuito por Guipúzcoa con inicio y final en San Sebastián, sobre un trazado de 225 kilómetros.
La prueba perteneció al UCI ProTour 2008.
Participaron 19 equipos: los 18 de categoría UCI ProTeam (al ser obligada su participación); más 1 equipo español de categoría Profesional Continental mediante invitación de la organización (Karpin Galicia).
El ganador de la carrera fue Alejandro Valverde al imponerse en el sprint de un selecto grupo de ocho favoritos, entre los que destacaban Aleksandr Kolobnev, Davide Rebellin (segundo y tercero), Paolo Bettini, Denis Menchov y Samuel Sánchez.
En las clasificaciones secundarias se impusieron David de la Fuente (montaña), Gorazd Stangelj (metas volantes), Caisse d'Epargne (equipos) y Haimar Zubeldia (licencia vasco-navarra).

## Clasificación final
| Posición | Ciclista           | Equipo                           | Tiempo     |
| -------- | ------------------ | -------------------------------- | ---------- |
| 1.       | Alejandro Valverde | Caisse d'Epargne                 | 5h 29' 10" |
| 2.       | Aleksandr Kolobnev | CSC                              | m.t.       |
| 3.       | Davide Rebellin    | Gerolsteiner                     | m.t.       |
| 4.       | Paolo Bettini      | Quick Step                       | m.t.       |
| 5.       | Franco Pellizotti  | Liquigas                         | m.t.       |
| 6.       | Denis Menchov      | Rabobank                         | m.t.       |
| 7.       | Samuel Sánchez     | Euskaltel-Euskadi                | m.t.       |
| 8.       | Stéphane Goubert   | Ag2r-La Mondiale                 | m.t.       |
| 9.       | Haimar Zubeldia    | Euskaltel Euskadi                | + 2"       |
| 10.      | David Moncoutié    | Cofidis, Le Crédit par Téléphone | m.t.       |